# 新井雅博
新井 雅博（あらい まさひろ、1960年〈昭和35年〉11月6日 - ）は、日本の政治家。群馬県藤岡市長（2期）。

## 来歴
群馬県藤岡市出身。群馬県立藤岡高等学校卒業。1983年（昭和58年）3月、日本大学法学部政治経済学科卒業。同年、小渕恵三の秘書となる。1997年（平成9年）、秘書を退職。藤岡市議会議員を2期務める。
2003年（平成15年）、群馬県議会議員選挙に無所属で立候補し初当選。2007年（平成19年）の県議選から自民党公認で立候補し、2015年（平成27年）までに計4回当選した。
2018年（平成30年）1月11日、任期満了に伴う藤岡市長選挙に立候補する意向を表明。同年4月22日に行われた藤岡市長選挙に自民党・公明党の推薦を受けて立候補し、元衆議院議員秘書の金沢充隆を破り初当選を果たした。5月10日、市長就任。選挙の結果は以下のとおり。
※当日有権者数：55,245人 最終投票率：55.26%（前回比：－0.2pts）
| 候補者名 | 年齢 | 所属党派 | 新旧別 | 得票数   | 得票率 | 推薦・支持             |
| -------- | ---- | -------- | ------ | -------- | ------ | ---------------------- |
| 新井雅博 | 57   | 無所属   | 新     | 16,622票 | 55.05% | （推薦）自民党・公明党 |
| 金沢充隆 | 40   | 無所属   | 新     | 13,573票 | 44.95% |                        |

2022年4月17日告示・24日投開票の市長選挙に無投票で再選。